# 拉多瓦努鄉
44°12′N 26°31′E / 44.200°N 26.517°E
拉多瓦努鄉（羅馬尼亞語：Comuna Radovanu, Călărași），是羅馬尼亞的鄉份，位於該國南部，由克勒拉希縣負責管轄，面積59平方公里，海拔高度25米，2007年人口4,695，人口密度每平方公里79人。